# اچ‌ام‌ای‌اس درونت (دی‌ئی ۴۹)
اچ‌ام‌ای‌اس درونت (دی‌ئی ۴۹) (به انگلیسی: HMAS Derwent (DE 49)) یک کشتی بود که طول آن ۱۱۲٫۸ متر (۳۷۰ فوت) بود. این کشتی در سال ۱۹۶۱ ساخته شد.